# Albert Muylle
Albert Muylle foi um ciclista belga que participava em competições de ciclismo de pista. Representou seu país, Bélgica, nos Jogos Olímpicos de Verão de 1928, terminando em quinto lugar na prova de perseguição por equipes de 4 km.